# Webometrie
Webometrie (také kybermetrie, anglicky webometrics či cybermetrics) je vědecká disciplína, která za pomoci měření zkoumá World Wide Web. V roce 1997 termín webometrie poprvé použili T. C. Almind a Peter Ingwersen.
Podle definice Lennarta Björneborna a Petera Ingwersena z roku 2004 se jedná „studium kvantitativních aspektů vytváření a užití informačních zdrojů, struktur a technologií celého internetu pomocí informetrických a bibliometrických metod“. Zkoumá mimo jiné množství, hyperlinky a tok v rámci webových stránek, z čehož lze vytvořit struktury a chování uživatelů internetu. Studium se nezaměřuje pouze na web, je možné bádat v celém digitálním prostředí (sítě jednotlivých domén, intranetu). Hodnocení se provádí podle objemu informačních kolekcí, počtu www stránek, četnosti vstupu a času odezvy. Stránky jsou klasifikovány podle způsobu prezentace, vytvářejí se statistiky užívání a hodnotí se produktivita autorů.
Při extrakci informací z Word Wide Webu slouží webometrii metody data miningu a teorie grafů. K získávání dat se užívají hlavně internetové vyhledávače a web crawlery.
Využívá informetrické metody v elektronickém (webovém) prostředí. Podnět ke vzniku pravděpodobně vzešel ze situace, kdy začaly vznikat vědecké časopisy pouze v elektronické podobě a bylo třeba je posuzovat podobně jako klasické tištěné časopisy pomocí bibliometrie.
V současnosti je webometrická analýza využívána k rozmanitým procesům.